# Chenghua-kejsaren
Chenghua-kejsaren (成化帝), född 9 december 1447, död 9 september 1487, var en kinesisk kejsare ur Mingdynastin mellan 1464 och 1487. Hans ursprungliga namn var Zhu Jianshen (kinesiska: 朱見深?, pinyin: Zhū Jiànshēn), namnet Chenghua kommer av namnet på hans regeringsperiod, Chénghuà (成化). I Kina går han dessutom under sitt postuma namn Chúndì (純帝) och sitt så kallade tempelnamn, Xiànzōng (憲宗). 
Chenghua har blivit ökänd för att han inskränkte de medborgerliga rättigheterna i Kina och upprättade ett underrättelseorgan som spionerade på civilpersoner.